# Союзне виконавче віче

Штандарт голови уряду СФРЮ

Союзне виконавче віче (серб. кир.: Савезно извршно веће, хорв. Savezno izvršno vijeće, мак. Сојузни извршен совет, словен. Zvezni izvršni svet «союзна виконавча рада») — найвищий орган виконавчої влади Федеративної Народної Республіки Югославія (ФНРЮ) та Соціалістичної Федеративної Республіки Югославія (СФРЮ), заснований у 1953 році.

## Історія
1953 року було змінено політичний устрій тодішньої соціалістичної Югославії: запроваджено посаду президента Югославії, якого обирала Союзна народна скупщина (парламент), а Уряд ФНРЮ (сербохорв. Vlada FNRJ) замінило Союзне виконавче віче на чолі з президентом. У період до 1963 року посаду голови СВВ, згідно з Конституцією, обіймав президент ФНРЮ, а з 1963 року голову СВВ обирала Союзна народна скупщина. 
Орган існував до розпаду Югославії в 1992 році.

## Організація
Віче формувалося на основі паритетного представництва всіх членів федерації. До його складу автоматично входили голови республіканських і крайових виконавчих віч (урядів), а його завданням було забезпечення виконання законів, нагляд за федеративним управлінням і виконання інших завдань у межах юрисдикції.
Очолював віче голова (прем'єр-міністр) з двома заступниками голови. Кандидатури на ці посади висувала Президія Югославії, а затверджувала Союзна народна скупщина. Крім того, віче складалося з голів (секретарів) дванадцятьох основних союзних управлінських органів (секретаріати народної оборони, закордонних справ, фінансів, праці, сільського господарства, промисловості та енергетики, внутрішніх справ, зовнішньоекономічних зв'язків, внутрішньої торгівлі, транспорту та зв'язку, розвитку, а також правових та адміністративних справ). Від республік і країв, недостатньо представлених на інших п'ятнадцятьох посадах, додавалися чотири міністри без портфеля.
Членів Союзного виконавчого віча обирала Союзна народна скупщина. Конституцією 1974 року кількість членів СВВ зменшено з 29 до 19. 1988 року додано Союзний секретаріат фінансів, а в 1989 році — секретаріати розвитку та внутрішньої торгівлі.